# Маркович, Иван (политик)
Иван Маркович (чеш. Ivan Markovič; 3 июня 1888, Миява, Австро-Венгрия — 16 февраля 1944, Бухенвальд) — чехословацкий политический, военный и государственный деятель, министр национальной обороны Чехословакии (16 июля — 15 сентября 1920), юрист, журналист, редактор. Доктор права.

## Биография
В 1906—1911 годах изучал право в университетах Будапешта и Берлина. В 1909—1914 годах работал главным редактором журнала «Prúdy» .
Участник Первой мировой войны, осенью 1914 года попал в плен к русским. В России стал одним из организаторов Чехословацких легионов. С 1917 по 1918 год — секретарь чешского отделения Чехословацкого национального совета в России.
С января 1918 года вёл переговоры с советским правительством. Весной 1918 года отправился в Париж, где работал секретарём Чехословацкого национального совета и главным редактором журналов «Československá szúčetnosť» и «La Nation Tchèque» . В 1918 году избран членом Революционного национального собрания Чехословакии.
В 1920—1925, 1929—1935 и 1935—1939 годах — член Национального собрания Чехословакии.
В 1920 году занимал пост министра национальной обороны Чехословакии. В 1922—1925 годах был министром унификации законодательств и административной организации Чехии и Словакии, в 1924—1925 годах — и. о. министра национального образования, в 1935—1938 годах — заместителем председателя Палаты депутатов Национального собрания.
В 1918—1939 годах был ведущим представителем Социал-демократической партии Словакии, а в 1921—1939 годах — заместителем председателя чехословацкого легионерского общества.
C 1935 жил в Братиславе, работал юристом. После 1939 года был заключён в тюрьму нацистами, в сентябре того же года депортирован в Дахау, затем в концлагерь Бухенвальд, где и умер в 1944 г.